# Федеріко Ді Франческо
Федеріко ді Франческо (італ. Federico Di Francesco, нар. 14 червня 1994, Піза) — італійський футболіст, лівий вінгер клубу «Палермо».

## Клубна кар'єра
Народився 14 червня 1994 року в місті Піза. Вихованець футбольної школи клубу «Пескара». За основну команду дебютував 30 березня 2013 року в матчі 30-го туру Серії A проти «Парми». «Пескара» програла з рахунком 0:3. Всього в сезоні 2012/13 зіграв 7 матчів у чемпіонаті Італії.
Влітку 2013 року, після вильоту «Пескари» з вищого дивізіону, перейшов в «Парму», яка відразу віддала гравця на правах оренди в «Губбіо», за яку Федеріко у першій половині сезону 2013/14 зіграв 11 матчів у Серії C1 (3-й дивізіон Італії), голами не відзначився. У другій половині сезону був в оренді в рідній «Пескарі». Зіграв 1 матч у Серії B. У сезоні 2014/15 виступав на правах оренди за «Кремонезе». Зіграв 27 матчів і забив 5 голів в Серії C1. За саму «Парму» так і не зіграв жодного матчу. 25 червня 2015 року Ді Франческо став вільним агентом після банкрутства «Парми».
8 липня 2015 року перейшов в «Віртус Ланчано». В сезоні 2015/16 зіграв 37 матчів і забив 8 голів в Серії B.
23 червня 2016 року перейшов в «Болонью». Дебютував за клуб 12 серпня 2016 року у матчі 3-го раунду Кубка Італії проти «Трапані» (2:0). У сезоні 2016/17 зіграв 24 матчі і забив 4 голи в Серії А. За два сезони відіграв за болонської команду 48 матчів в національному чемпіонаті.
Згодом провів сезон 2018/19 виступаючи за «Сассуоло», а 28 липня 2019 року на умовах оренди став гравцем клубу СПАЛ. Влітку 2021 року клуб уклав із гравцем повноцінний контракт, утім майже відразу віддав його в оренду до «Емполі», де той протягом сезону 2021/22 був серед гравців основного складу.
31 липня 2022 року за 500 тисяч євро перейшов до «Лечче». Протягом сезону був стабільним гравцем основного складу нової команди.
30 серпня 2023 року за 1,3 млн. євро перебрався до друголігового «Палермо».

## Виступи за збірні
2013 року зіграв два матчі у складі юнацької збірної Італії до 19 років.
1 грудня 2015 року зіграв єдиний матч за другу збірну Італії проти збірної другого російського дивізіону (ФНЛ), в якому забив гол і допоміг своїй збірній перемогти 3:2..
Протягом 2016—2017 років залучався до складу молодіжної збірної Італії. На молодіжному рівні зіграв у 6 офіційних матчах, забив 3 голи.

## Статистика виступів

### Статистика клубних виступів
Станом на 26 серпня 2019 року
| Сезон               | Команда             | Чемпіонат           | Чемпіонат | Чемпіонат | Національний кубок | Національний кубок | Національний кубок | Континентальні кубки | Континентальні кубки | Континентальні кубки | Інші змагання | Інші змагання | Інші змагання | Усього | Усього |
| Сезон               | Команда             | Ліга                | Ігор      | Голів     | Ліга               | Ігор               | Голів              | Ліга                 | Ігор                 | Голів                | Ліга          | Ігор          | Голів         | Ігор   | Голів  |
| ------------------- | ------------------- | ------------------- | --------- | --------- | ------------------ | ------------------ | ------------------ | -------------------- | -------------------- | -------------------- | ------------- | ------------- | ------------- | ------ | ------ |
| 2012–13             | «Пескара»           | A                   | 7         | 0         | КІ                 | 0                  | 0                  | -                    | -                    | -                    | -             | -             | -             | 7      | 0      |
| 2013–14             | «Пескара»           | B                   | 0         | 0         | КІ                 | 1                  | 0                  | -                    | -                    | -                    | -             | -             | -             | 1      | 0      |
| 2013–14             | «Губбіо»            | 1Д                  | 11        | 0         | КІ-ЛП              | -                  | -                  | -                    | -                    | -                    | -             | -             | -             | 11     | 0      |
| 2013–14             | «Пескара»           | B                   | 1         | 0         | -                  | -                  | -                  | -                    | -                    | -                    | -             | -             | -             | 1      | 0      |
| Усього за «Пескару» | Усього за «Пескару» | Усього за «Пескару» | 8         | 0         |                    | 1                  | 0                  |                      | -                    | -                    |               | -             | -             | 9      | 0      |
| 2014–15             | «Кремонезе»         | ЛП                  | 27        | 5         | КІ+КІ-ЛП           | 2+0                | 0                  | -                    | -                    | -                    | -             | -             | -             | 29     | 5      |
| 2015–16             | «Віртус Ланчано»    | B                   | 36+1      | 8         | КІ                 | 1                  | 0                  | -                    | -                    | -                    | -             | -             | -             | 38     | 8      |
| 2016–17             | «Болонья»           | A                   | 24        | 4         | КІ                 | 3                  | 1                  | -                    | -                    | -                    | -             | -             | -             | 27     | 5      |
| 2017–18             | «Болонья»           | A                   | 24        | 1         | КІ                 | 1                  | 0                  | -                    | -                    | -                    | -             | -             | -             | 25     | 1      |
| Усього за «Болонью» | Усього за «Болонью» | Усього за «Болонью» | 48        | 5         |                    | 4                  | 1                  |                      | -                    | -                    |               | -             | -             | 52     | 6      |
| 2018–19             | «Сассуоло»          | A                   | 18        | 2         | КІ                 | 2                  | 0                  | -                    | -                    | -                    | -             | -             | -             | 20     | 2      |
| 2019–20             | СПАЛ                | A                   | 20        | 2         | КІ                 | 1                  | 1                  | -                    | -                    | -                    | -             | -             | -             | 21     | 3      |
| 2020–21             | СПАЛ                | B                   | 27        | 4         | КІ                 | 1                  | 0                  | -                    | -                    | -                    | -             | -             | -             | 28     | 4      |
| серп. 2021          | СПАЛ                | B                   | 1         | 0         | КІ                 | 1                  | 0                  | -                    | -                    | -                    | -             | -             | -             | 2      | 0      |
| Усього за SPAL      | Усього за SPAL      | Усього за SPAL      | 48        | 6         |                    | 3                  | 1                  |                      | -                    | -                    |               | -             | -             | 51     | 7      |
| серп. 2021–22       | «Емполі»            | A                   | 26        | 5         | КІ                 | 1                  | 0                  | -                    | -                    | -                    | -             | -             | -             | 27     | 5      |
| 2022–23             | «Лечче»             | A                   | 36        | 2         | КІ                 | 1                  | 0                  | -                    | -                    | -                    | -             | -             | -             | 37     | 2      |
| серп. 2023          | «Лечче»             | A                   | 2         | 1         | КІ                 | 1                  | 0                  | -                    | -                    | -                    | -             | -             | -             | 3      | 1      |
| Усього за «Лечче»   | Усього за «Лечче»   | Усього за «Лечче»   | 38        | 3         |                    | 2                  | 0                  |                      | -                    | -                    |               | -             | -             | 40     | 3      |
| 2023–24             | «Палермо»           | B                   | 0         | 0         | КІ                 | 0                  | 0                  | -                    | -                    | -                    | -             | -             | -             | 0      | 0      |
| Усього за кар'єру   | Усього за кар'єру   | Усього за кар'єру   | 262       | 34        |                    | 16                 | 2                  |                      | -                    | -                    |               | -             | -             | 278    | 36     |